# Willian Gerlem
Gerlem William de Jesus Almeida, född 7 augusti 1984, är en brasiliansk fotbollsspelare som spelar för Rio Branco.
Han gjorde sitt första mål för Syrianska FC i Superettan den 29 juni 2014 i en 3–1-vinst över Degerfors IF.